# Norbert Mayer (Politiker, 1887)
Norbert Mayer (* 11. Mai 1887 in Ybbs an der Donau, Niederösterreich; † 22. August 1966 in Amstetten, Niederösterreich) war ein österreichischer Politiker der Österreichischen Volkspartei (ÖVP).

## Ausbildung und Beruf
Nach dem Besuch der Volks- und Bürgerschule ging er an eine Fachschule und wurde Installateur.

## Politische Funktionen
- 1937–1938: Vizebürgermeister von Ybbs
- 1945: Bürgermeister von Ybbs
- Obmann des Gewerbebundes von Ybbs
- Präsident des Verbandes der Radiohändler Österreichs
- Innungsmeister der Installateure für Niederösterreich
- Beirat der Niederösterreichischen Gewerbekammer

## Politische Mandate
- 19. Dezember 1945 bis 8. November 1949: Abgeordneter zum Nationalrat (V. Gesetzgebungsperiode), ÖVP